# On an Island with You
On an Island with You es una película de comedia romántica musical en tecnicolor estadounidense de 1948 dirigida por Richard Thorpe.  Está protagonizada por Esther Williams, Peter Lawford, Ricardo Montalbán, Cyd Charisse, Kathryn Beaumont y Jimmy Durante. 

## Argumento
Rosalind Reynolds, una sensación de la natación, protagoniza una película ambientada en una isla tropical hawaiana junto con su prometido, Ricardo Montez. El teniente de la Marina de los EE. UU. Lawrence Y. Kingslee, asesor técnico militar de la película, se enamora de Rosalind. Yvonne Torro, su mejor amiga y compañera estrella de cine, quiere en secreto a Ricardo para ella.
Larry, que había conocido a Rosalind tres años antes en un programa de la USO en su base del Pacífico, deja claro que está enamorado de ella. Después de besarla en el set, dejando en evidencia a Ricardo, él planea llevársela en su avión. Más tarde, en el hotel Royal Aloha, el elenco y el equipo de la película son entretenidos por el director de orquesta de la vida real, Xavier Cugat, y su orquesta. Al día siguiente, aprovechando una escena en la que Rosalind vuela sobre el set, Larry vuela a la isla real donde la conoció por primera vez. Después de pedirle un beso, sabe que Rosalind se siente atraída por él. Al regresar a su avión, los dos descubren que los nativos han robado piezas, dejándolos varados en la isla.
Mientras tanto, su prometido y el grupo de búsqueda que formó son capturados por los caníbales que habitan la isla tropical, pero son salvados por su rival. Después de que todos abandonan la isla, comienzan las complicaciones. Mientras Larry se enfrenta a un tribunal militar, Rosalind intenta ayudarlo aceptando la culpa por el vuelo no autorizado a la isla. Finalmente, se enteran de que Yvonne se ha involucrado románticamente con Ricardo, mientras que Larry y Rosalind también se dan cuenta de que están enamorados.

## Elenco
Como aparecen en On an Island with You, (roles principales y créditos cinematográficos identificados):
- Esther Williams como Rosalind Reynolds
- Peter Lawford como Lt. Lawrence Y. Kingslee
- Ricardo Montalbán como Ricardo Montez (voz cantada doblada por Bill Lee)
- Jimmy Durante como Jimmy Buckley
- Cyd Charisse como Yvonne Torro
- Leon Ames como Commander Harrison
- Kathryn Beaumont como Penelope Peabody aka Pineapple
- Dick Simmons como George Blaine
- Xavier Cugat como él mismo
- Betty Reilly como ella misma

## Canciones
Música de Nacio Herb Brown, letra de Edward Heyman, excepto donde se indique lo contrario:
- "On an Island With You"
- "The Dog Song"
- "I Know Darn Well I Can Do Without Broadway" (música y letra de Jimmy Durante)
- "Takin' Miss Mary to the Ball"
- "I'll Do the Strut-Away (in my Cutaway)" (música y letra de Durante, Harry Donnelly, Irving Caesar)
- "You Gotta Start Off Each Day With a Song" (Durante)

## Producción

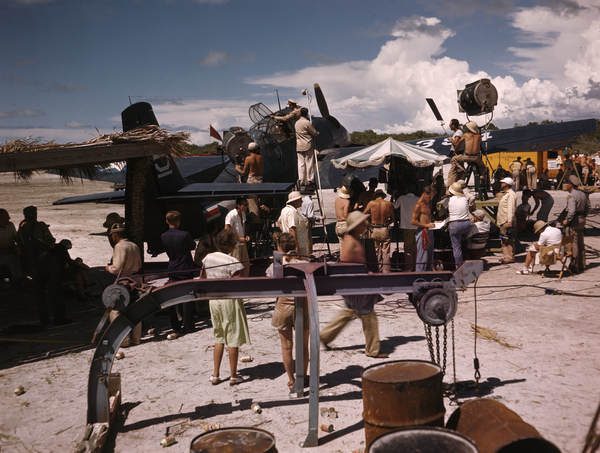
Rodaje de "On an Island with You" en la isla Anna Maria.

El rodaje se llevó a cabo en los estudios de MGM y en locaciones alrededor de Anna Maria Island, Florida, desde el 1 de junio hasta principios de septiembre de 1947.  A Williams no le gustaba su director y lo culpó por un accidente en el set. Durante una escena, se suponía que debía caminar por el suelo de la jungla y caer en un agujero camuflado por la vegetación, pero no había amortiguación en la parte inferior para amortiguar su caída, y cayó directamente con fuerza, lo que le provocó un esguince de tobillo. Posteriormente Williams, debido al esguince de tobillo, tuvo que terminar la película con muletas. 
Un destino similar le ocurrió a Cyd Charisse, quien había completado la mayor parte de su trabajo, incluidos dos dúos de baile con Ricardo Montalbán, y luego se rompió los ligamentos de la rodilla durante el rodaje de la gran danza ceremonial en la isla. Terminó con un yeso durante dos meses y un bailarín sustituto terminó sus escenas de baile, fotografiadas a larga distancia. 
Los aviones que se utilizaron en la película incluyeron un bombardero torpedero Grumman TBF Avenger de la Marina de los EE. UU. que jugó un papel fundamental en la trama, y un hidroavión Grumman JRF-5 Goose.

## Recepción
Como todas las demás películas de Esther Williams, On an Island with You fue una gran recaudación y obtuvo buenos resultados en taquilla como una de las películas más populares de 1948. Ganó 3.191.000 dólares en Estados Unidos y Canadá y 2.091.000 dólares en el extranjero, lo que resultó en una ganancia para MGM de 816.000 dólares.  
Los críticos, sin embargo, reconocieron tanto los méritos como los defectos del formato Williams. La reseña en The New York Times indicó: "Los defectos de 'On an Island with You' no ameritan ninguna crítica seria, pero para completar el registro, debe observarse que Richard Thorpe, el director, nunca ayudó a que la película superara su material básico". 

## Adaptación radiofónica
On an Island with You se presentó en el Musical Comedy Theatre el 19 de marzo de 1952. La adaptación de una hora fue protagonizada por Edward Everett Horton, Polly Bergen y Earl Wrightson. 